# Zastava 750
De Zastava 750 (Застава 750) is een automodel van de Joegoslavische autofabrikant Zavodi Crvena Zastava. Hij bleef gedurende 30 jaar in productie en was met 923.487 geproduceerde exemplaren een van de bestverkochte modellen van het merk.
Het model is in Servië, Montenegro, Kroatië en Bosnië bekend onder zijn bijnaam Fića (Фића) of Fićo (Фићо), als Fičo of Fičko in Slovenië en als Fikjo (Фиќо) in Noord-Macedonië. De bijnaam Fića is afgeleid van de hoofdpersoon uit een stripverhaal gepubliceerd door de krant Borba gedurende de eerste productiejaren van de auto.

## Geschiedenis
In het kader van een samenwerkingsovereenkomst met Fiat S.p.A. uit Italië, getekend op 12 augustus 1954, verkreeg Zastava talrijke licenties voor de lokale productie van Fiat-personenauto's en vrachtwagens. De Fiat 600 werd in Italië gebouwd sinds 1955, de Zastava 600 was een ongewijzigde licentiebouw. De productie in Kragujevac begon op 18 oktober 1955. De auto's werden aanvankelijk samengesteld uit CKD-kits, afkomstig uit Italië of Spanje (SEAT), tot het moment dat de onderdelen lokaal werden vervaardigd. De Joegoslavische versie volgde de evolutie van zijn Italiaanse zus.

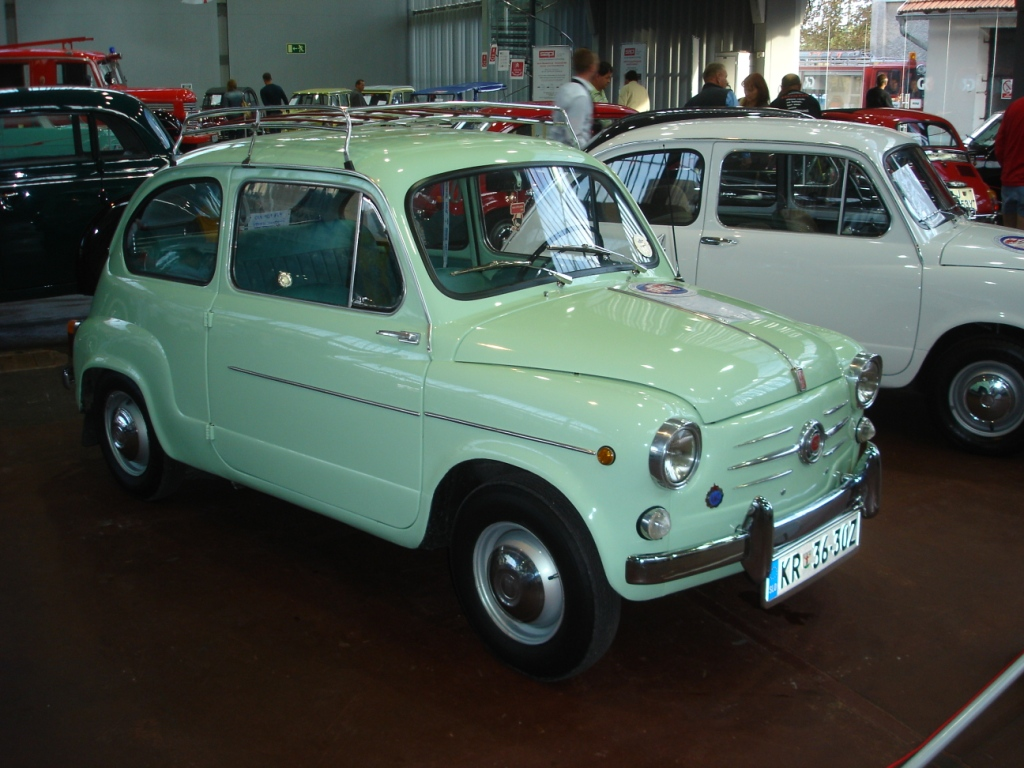
Zastava 600

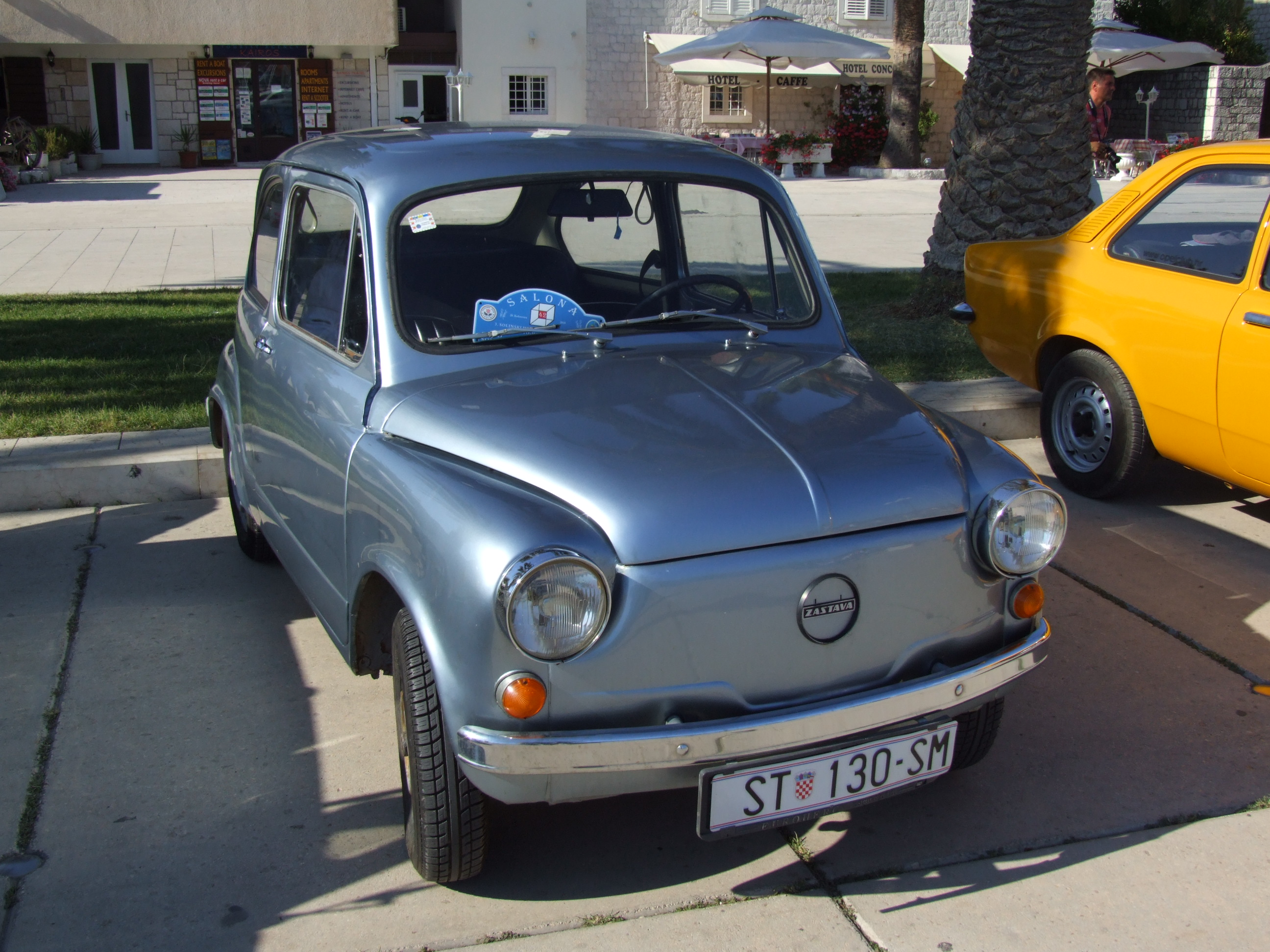
Zastava 850

In 1961 werd de 600D voorgesteld met een grotere motor van 767 cc (25 pk). In 1962 veranderde de openingsrichting van de deuren (de zogenaamde zelfmoorddeuren vervielen) en werd de naam gewijzigd in Zastava 750. De auto was toen nog vrijwel identiek aan de Fiat 600, de ontwikkelingen in de Joegoslavische fabriek liepen lange tijd gelijk aan die van Fiat. Verschillen ontstonden vanaf 1970, toen Fiat de productie van dit model staakte.
In 1970 werd de 750M geïntroduceerd (die rechtstreeks voortvloeide uit de Fiat-versie 600E) met de inbouw van een 767 cc (29 pk) motor met een gesloten koelsysteem.
In 1975 werden kleine wijzigingen aan het interieur doorgevoerd, waaronder schakelaars en het stuurwiel uit de Fiat 126. Naast het basismodel verscheen de 750S, met het motorvermogen verhoogd tot 32 pk en een topsnelheid van ruim 120 km/u.
In 1980 verscheen de Zastava 850 met de 843 cc (42 pk) motor uit de Fiat 850. Die gaf de auto belangrijk meer trekkracht en een topsnelheid van 125 km/u. De productie van de 850 liep parallel aan de 750-modellen, die afhankelijk van uitvoering en motorisering op dat moment 750, 750 L (luxe), 750 LE, 750 LC, 750 S, 750 SC en 750 SE heetten.
Op 01.09.1981. een thermostaat werd geïntroduceerd in het motorkoelsysteem.

## Assemblage in Colombia
De Zastava 750 werd ook geassembleerd in Colombia - naast een variëteit aan Amerikaanse Jeeps en andere Fiat-modellen - door Compañía Colombiana Automotriz in Bogotá. Hij werd in Colombia verkocht als Fiat 750Z, van 1977 tot en met 1979.

## Invloed
De 750 is een cruciale auto voor de massamotorisering in Joegoslavië. Behalve voor privégebruik werd hij ingezet door de politie en het leger, als ambulance en lesauto. Hij werd gerespecteerd door zijn westerse afkomst (vooral in de vroege jaren van de productie) en vanwege de relatief goede betrouwbaarheid en het eenvoudige onderhoud. In de jaren zestig was er op de binnenlandse markt een wachtlijst voor deze auto.
Na de presentatie van de Zastava 101 - een grotere, meer comfortabele en moderne auto - en het volbrengen van de taak om het land te motoriseren, neemt de 750 geleidelijk de rol van de tweede auto in het gezin over maar behoudt nog minstens vijftien jaar de reputatie van "heerser" op de Joegoslavische wegen. De vlag van 750 was ook wereldwijd bekend, vooral in Zuid-Amerika.
De auto wordt geleidelijk vervangen door de Yugo die, hoewel ontworpen als zijn opvolger, er op de binnenlandse markt nooit in slaagde om hem volledig te vervangen. Interessant is dat Yugo vanwege zijn export naar de VS en de meeste Europese landen veel bekender was dan Zastava 750.
- Gemeinsame Normdatei: 1136601457
- Nationale Bibliotheek van Tsjechië: ph912468